# Bugs Bunny e il giorno di san Valentino
Bugs Bunny e il giorno di san Valentino (Bugs Bunny's Valentine) è uno speciale televisivo d'animazione dei Looney Tunes, trasmesso sulla CBS a san Valentino del 1979. Lo speciale è composto da spezzoni di nove cortometraggi Looney Tunes e Merrie Melodies uniti da sequenze di raccordo dirette da Hal Geer per la DePatie-Freleng Enterprises. È stato distribuito in inglese anche col titolo Bugs Bunny's Cupid Capers (utilizzato per tutte le edizioni home video), mentre in italiano è stato distribuito in DVD col titolo Bugs Bunny: Carote, amore e fantasia.

## Trama
Bugs Bunny incontra Cupido (rappresentato con fattezze e voce di Taddeo) e afferma di non aver bisogno di lui, ma il dio dell'amore lo colpisce con una freccia e lo fa innamorare di una coniglietta meccanica. Bugs poi lo segue osservandolo mentre fa innamorare Penelope Pussycat di Pepé Le Pew e combina un matrimonio tra Foghorn Leghorn e Miss Prissy. A quel punto Bugs decide di dimostrargli di poter fare lo stesso e combina un matrimonio tra Diavolo e Diavolessa della Tasmania, ma fallisce nel farsi sposare da Yosemite Sam dopo aver preso l'identità di un'anziana ereditiera. Così Cupido, per dare ulteriore prova dei suoi poteri, fa in modo che una sospettata omicida si innamori dell'investigatore privato Daffy Duck. Bugs si complimenta con Cupido definendolo però un impiccione, ma in quel momento arriva Taddeo che lo porta a casa sua per presentargli la coniglietta Millicent. Quest'ultima è però brutta, corpulenta ed espansiva, e Bugs riesce a sfuggirle solo travestendo Taddeo da coniglio e spostando quindi su di lui le attenzioni della coniglietta. Infine Bugs colpisce Cupido con una delle sue frecce per fargli provare per la prima volta il loro effetto.

## Cortometraggi utilizzati
I cortometraggi utilizzati per produrre lo speciale sono, nell'ordine:
- Pazzi per Daisy (1948)
- La lepre da corsa (1949)
- Il bel Pepé (1952)
- Come incastrare un pollo (1953)
- Il diavolo indemoniato (1954)
- L'ereditiera (1953)
- L'occhio privato della paperlegge (1952)
- Coniglio Romeo (1957)
- Pazzo di te (1953)

## Personaggi e doppiatori
| Personaggio            | Doppiatore originale | Doppiatore italiano (primo doppiaggio) | Doppiatore italiano (ridoppiaggio) |
| ---------------------- | -------------------- | -------------------------------------- | ---------------------------------- |
| Bugs Bunny             | Mel Blanc            | Willy Moser                            | Davide Garbolino                   |
| Pepé Le Pew            | Mel Blanc            | Franco Latini                          | Danilo Bruni                       |
| Daffy Duck             | Mel Blanc            | Franco Latini                          | Andrea Zalone                      |
| Cupido                 | Mel Blanc            | Vittorio Battarra                      | Mario Brusa                        |
| Taddeo                 | Mel Blanc            | Vittorio Battarra                      | Mario Brusa                        |
| Barnyard Dawg          | Mel Blanc            |                                        | Mario Brusa                        |
| Foghorn Leghorn        | Mel Blanc            | Vittorio Di Prima                      | Riccardo Lombardo                  |
| Diavolo della Tasmania | Mel Blanc            | Vittorio Di Prima                      | Mario Zucca                        |
| Yosemite Sam           | Mel Blanc            | Armando Bandini                        | Santo Versace                      |
| Millicent              | June Foray           |                                        |                                    |
| Miss Prissy            | Bea Benaderet        |                                        |                                    |
| Nonna                  | Bea Benaderet        | Francesca Palopoli                     |                                    |

## Edizioni italiane
La prima edizione italiana dello speciale fu trasmessa su Rete 1 il 26 ottobre 1981. Il doppiaggio fu eseguito dalla Mops Film e diretto da Willy Moser. In questa edizione Pepé Le Pew viene ribattezzato Pepé La Puzzol, e sono presenti alcuni adattamenti culturali: il Social security number viene sostituito dal numero INPS e l'autostrada tra Fort Worth e Dallas viene cambiata in quella tra Milano e Torino. Per la distribuzione in DVD nel 2010 lo speciale fu ridoppiato dalla Videodelta sotto la direzione di Mario Brusa. Nessuna delle due edizioni tradusse correttamente la battuta "What's up, doc?" in "Che succede, amico?". Inoltre in entrambi i doppiaggi la coniglietta Millicent viene chiamata Millie e caratterizzata senza l'accento dell'Est Europa. Lo speciale è il primo prodotto animato in cui Bugs Bunny è doppiato da Davide Garbolino, diventato il nuovo doppiatore del personaggio nel 2007 nel videogioco Looney Tunes: Acme Arsenal (dal quale questo ridoppiaggio riprende parte del cast).

## Edizioni home video
Lo speciale fu distribuito in VHS in America del Nord nel 1992. Fu poi distribuito in DVD-Video in America del Nord il 5 gennaio 2010; il DVD, distribuito in Italia il 23 marzo col titolo Bugs Bunny: Carote, amore e fantasia in coppia con Bunny e le uova pasquali, include come extra un puzzle interattivo e i cortometraggi Holiday Highlights e Giulieo e Rometta (in inglese sottotitolato e non restaurati).